# LINK/青森県
『LINK/青森県』（リンク あおもりけん）は、2014年4月から青森放送で放送されている青森県の広報番組である。
決まった放送枠を持たない不定期番組であり、放送時間は30秒とスポットCMのような形態で放送されている。リポーターとナレーターは、青森放送のアナウンサーたちが務めている。